# Rafał Bartmiński
Rafał Bartmiński (ur. 22 marca 1977 w Lublinie) – polski śpiewak operowy (tenor).

## Życiorys
Absolwent Akademii Muzycznej im. Karola Szymanowskiego w Katowicach (klasa Eugeniusza Sąsiadka). Laureat III nagrody podczas XI Międzynarodowego Festiwalu i Konkursu Sztuki Wokalnej im. Ady Sari w 2001 oraz II nagrody na VI Międzynarodowym Konkursie Wokalnym im. Stanisława Moniuszki w 2007.
Stale współpracuje z Teatrem Wielkim–Operą Narodową w Warszawie. Partie operowe śpiewał m.in. również w Teatrze Bolszoj w Moskwie, Opera Bastille w Paryżu, Teatro Real w Madrycie, Oper Wiesbaden, Opernhaus Wuppertal i Operze Łotewskiej w Rydze.
Dokonał licznych nagrań płytowych. Płyta, z jego udziałem jako solistą, Msze Stanisława Moniuszki zdobyła Nagrodę Muzyczną Fryderyk 2009 w kategorii Album Roku Muzyka Chóralna i Oratoryjna, natomiast nominacje do tej nagrody zdobyło osiem płyt z jego udziałem: Masses. Vol. 2 Stanisława Moniuszki (w 2011), Oratio La morte di San Filippo Neri Pasquale Anfossiego (w 2015), Utwory wokalno-instrumentalne Witolda Lutosławskiego (w 2015), Missa ex D - Musica Sacromontana Józefa Zeidlera (w 2017), Całonocne czuwanie Siergieja Rachmaninowa (w 2018), Operetka w 3 aktach. Loteria na mężów czyli narzeczony nr 69 Karola Szymanowskiego (w 2019) - wszystkie w kategorii Album Roku Muzyka Chóralna, Oratoryjna i Operowa oraz Zeidler, Wański, Koperski - Musica Sacromontana cz. 2 w 2009 w kategorii Album Roku Muzyka Chóralna i Oratoryjna oraz The Complete Symphonies Krzysztofa Pendereckiego w 2014 w kategorii Album Roku Muzyka Współczesna.

## Odznaczenia
- Srebrny Medal „Zasłużony Kulturze Gloria Artis” – 2025[8]